# 佩斯科罗基亚诺
佩斯科罗基亚诺（義大利語：Pescorocchiano），是意大利列蒂省的一个市镇。总面积94.58平方公里，人口2270人，人口密度24.0人/平方公里（2009年）。ISTAT代码为057049。